# Omelan Popowycz
Omelian Popowycz (ur. 18 sierpnia 1856 w Vatra Dornei – zm. 22 marca 1930 w Zaleszczykach) – ukraiński działacz polityczny i społeczny na Bukowinie, pedagog, publicysta.
W latach 1892–1895 powiatowy inspektor szkół ludowych na Bukowinie, w powiatach Seret i Kicmań, w latach 1895-1906 referent ds. szkół ludowych przy Krajowej Szkolnej Radzie Bukowiny, w latach 1906-1912 pierwszy krajowy inspektor ukraińskich szkół ludowych na Bukowinie.
W 1903 był założycielem pierwszej na Bukowinie Siczy. W latach 1911–1918 poseł do Sejmu Krajowego Bukowiny, w latach 1912-1918 członek Wydziału Krajowego Bukowiny i Krajowej Rady Szkolnej. 
Długoletni przewodniczący "Ruśkoj Besidy" (od 1878), "Ruśkoj Szkoły" i kilku innych towarzystw kulturalnych i oświatowych.
W okresie istnienia Zachodnioukraińskiej Republiki Ludowej był prezydentem ukraińskiej części Bukowiny (w listopadzie 1918), wiceprzewodniczącym Ukraińskiej Rady Narodowej i przewodniczącym jej komisji szkolnej.
Po zajęciu Bukowiny przez Rumunów zamieszkał w Galicji, w latach 20' był inspektorem "Ridnoj Szkoły" we Lwowie.
Autor wielu ukraińskich podręczników, słowników, książek dla dzieci, zbiorów wierszy i przekładów.